# Asesinato de Amy Mihaljevic
Amy Renee Mihaljevic (Little Rock, Arkansas; 11 de diciembre de 1978 - Bay Village, Ohio; 27 de octubre de 1989) fue una niña estadounidense que fue secuestrada y, posteriormente, asesinada. Su caso recibió atención nacional. El autor material de su asesinato sigue sin conocerse. Con el caso activo, nuevas informaciones en 2007 y 2013 avivaron la esperanza de poder resolverlo, sin poder lograrlo.
En febrero de 2021, se anunció que había surgido una persona de interés en el caso después de que una mujer se pusiera en contacto con las autoridades en 2019 con información potencialmente valiosa.

## Desaparición y asesinato
El 27 de octubre de 1989, Amy Mihaljevic fue secuestrada en el centro comercial Bay Square de Bay Village (Ohio), a las afueras de Cleveland. El secuestrador se había puesto en contacto con Mihaljevic por teléfono y había quedado con ella con el pretexto de comprar un regalo para su madre porque, según le dijo, la habían ascendido recientemente. El 8 de febrero de 1990, el cuerpo de la niña fue encontrado en un campo, cerca de la carretera, junto a la County Road 1181, en las inmediaciones del Municipio de Ruggles, en la zona rural del condado de Ashland del mismo estado.
Las pruebas encontradas en la escena del crimen sugieren que el cuerpo de Mihaljevic fue probablemente arrojado allí poco después de su secuestro. Según el forense del condado de Cuyahoga, la última comida de la pequeña fue algún tipo de sustancia de soja, posiblemente un producto artificial de pollo o comida china. Otras pruebas incluyen la presencia de fibras de color amarillo o dorado en su cuerpo. Parece que su asesino también se llevó varios recuerdos, como las botas de montar a caballo de la chica, su mochila vaquera, una carpeta con la inscripción "Buick, Best in Class" en el cierre delantero y pendientes de turquesa con forma de cabeza de caballo. En su ropa interior se encontró sangre que se cree que era suya, lo que indica que pudo haber sido violada o abusada sexualmente. Se tomaron muestras de ADN mitocondrial de la escena del crimen, que podrían utilizarse en el futuro para comparar con sospechosos.

## Investigación
La policía de Bay Village y el FBI llevaron a cabo una amplia investigación sobre su desaparición y asesinato. El caso generó miles de pistas. Se pidió a decenas de sospechosos que se sometieran a las pruebas del detector de mentiras, pero nadie llegó a ser acusado por este crimen. Posteriormente, la policía continuó buscando posibles sospechosos e indagando en el expediente para revisar pesquisas. Durante el tiempo que duró la primera investigación, se llegaron a realizar cerca de 20 000 entrevistas. El caso fue descrito como la mayor búsqueda en Ohio desde la Desaparición de Beverly Potts en 1951.
En noviembre de 2006, se supo que otras jóvenes habían recibido llamadas similares a las de Mihaljevic en las semanas previas a su secuestro. El desconocido afirmaba que trabajaba con la madre de la niña y quería que le ayudaran a comprar un regalo para celebrar su ascenso. Las chicas que recibieron estas llamadas vivían en North Olmsted, un suburbio cercano a Bay Village; algunas tenían números de teléfono no registrados. Esta nueva información fue considerada significativa por los investigadores. Mihaljevic y las demás chicas que recibieron estas llamadas habían visitado el Centro de Naturaleza y Ciencia del lago Erie, que tenía un libro de registro de visitantes junto a la puerta principal. Es posible que las jóvenes firmaran el libro y añadieran información personal, como números de teléfono y direcciones.
La policía de Bay Village recogió muestras de ADN de varios posibles sospechosos del caso en diciembre de 2006. A principios de 2007, se informó de que un sospechoso de larga data en el caso había contratado a un asesor legal.
A finales de 2013, el investigador Phil Torsney regresó de su retiro para trabajar en el caso, al que había sido asignado originalmente después del asesinato. Torsney era bien conocido por ayudar en la captura de Whitey Bulger, quien durante mucho tiempo estuvo en la lista de los hombres más buscados por el FBI. Torsney declaró que creía que Mihaljevic fue transportada fuera de Bay Village después de ser secuestrada, ya que la ciudad es "demasiado densa, demasiado unida, para ser un lugar probable para cometer un asesinato". Sin embargo, afirmó que el asesinato probablemente tuvo lugar en el condado de Ashland, con el que el asesino probablemente estaba familiarizado.
El FBI anunció en marzo de 2014 que se ofrecía una recompensa de 25 000 dólares a quien pudiera aportar información que condujera a la detención y condena del asesino de Mihaljevic. En octubre, se aumentó a 27 000 dólares.
En 2016, se descubrió que una manta y una cortina localizadas cerca del cuerpo de Mihaljevic tenían pelos similares a los del perro de la niña. Posiblemente se utilizaron para ocultar el cuerpo de la víctima antes de dejarla en el campo.
En 2018, los investigadores también estaban siguiendo un posible vínculo entre el ladrón de identidad Robert Ivan Nichols (alias Joseph Newton Chandler III) y el asesinato de Mihaljevic. En 2019, las autoridades declararon que investigaron exhaustivamente a todos los sospechosos del caso y creen que si se identificara a su asesino, probablemente formaría parte de su lista.

### Reactivación del caso
En el 31.º aniversario del descubrimiento de los restos de Mihaljevic, se anunció un importante avance en el caso. Un hombre no identificado públicamente, de 64 años, fue implicado por una antigua novia, con la que mantenía una relación en el momento del secuestro y asesinato. Ella alegó que él estaba inusualmente ausente de su residencia, situada muy cerca del lugar del secuestro, cuando la víctima desapareció. El hombre la llamó a última hora de la tarde, preguntándole si había visto los comunicados de prensa sobre el secuestro. Trabajaba en la misma ciudad y su sobrina estaba en el mismo curso que Mihaljevic.
Los interrogatorios policiales al hombre incluyeron "declaraciones sospechosas", entre ellas la posibilidad de que hubiera conocido antes a la madre de Amy Mihaljevic, Margaret. Se obtuvo su ADN sin protestar, y posteriormente no pasó la prueba del polígrafo. Una orden de registro de un almacén llevó a las autoridades a confiscar ciertos objetos de interés.
Además, las dos personas que presenciaron cómo el secuestrador aún por identificar conducía a Mihaljevic hasta su vehículo identificaron al posible sospechoso a partir de las ruedas de reconocimiento realizadas en mayo de 2020. El vehículo en sí era coherente con el que conducía el hombre en ese momento, incluido el hecho de que su moqueta tenía una coloración similar a las fibras del cuerpo de Mihaljevic. Se había observado un vehículo de la misma marca y modelo cerca del lugar donde se había arrojado el cadáver el 8 de febrero de 1990, cuando se recuperó el cuerpo de la víctima al borde de una carretera.

## Hechos posteriores
En respuesta a la muerte de su hija, la madre de Mihaljevic, Margaret McNulty, cofundó una fundación para proteger a los niños de situaciones como la que le ocurrió a Amy. McNulty también padeció lupus tras la muerte de Amy, lo que le causó la muerte a los 54 años en 2001.